# Eparchie novokachovská
Eparchie Nova Kachovka je eparchie ukrajinské pravoslavné církve Moskevského patriarchátu.

## Území a titul biskupa
Zahrnuje správní hranice území Beryslavského, Heničeského a Kachovského rajónu Chersonské oblasti.
Eparchiálnímu biskupovi náleží titul biskup novokachovský a heničeský.

## Historie
Eparchie byla zřízena Svatým synodem Ukrajinské pravoslavné církve dne 14. prosince 2007 oddělením z chersonské eparchie.

## Seznam biskupů
- 2007–2011 Ioasaf (Hubeň)
- od 2011 Filaret (Zvěrěv)